# Serpulaceae
Famille
Les Serpulaceae sont une famille de champignons de l’ordre des Boletales. 
La famille contient 3 genres et 15 espèces.[réf. nécessaire]
Le genre Neopaxillus est maintenant placé dans les Agaricales et proche des Crepidotaceae. 
Gymnopaxillus est un genre de champignons hypogées, et ressemblant à des truffes trouvés en Australie. Les Austropaxillus sont proches par la forme des Paxillus.

## Liste des genres et espèces
Selon Catalogue of Life (2 novembre 2013) :
- genre Austropaxillus
- genre Gymnopaxillus
- genre Serpula

Selon NCBI (2 novembre 2013) :
- genre Austropaxillus
  - Austropaxillus boletinoides
  - Austropaxillus chilensis
  - Austropaxillus infundibuliformis
  - Austropaxillus macnabbii
  - Austropaxillus muelleri
  - Austropaxillus nothofagi
  - Austropaxillus squarrosus
  - Austropaxillus statuum
- genre Gymnopaxillus
  - Gymnopaxillus nudus
  - Gymnopaxillus vestitus
- genre Serpula
  - Serpula himantioides
  - Serpula incrassata
  - Serpula lacrymans
  - Serpula pulverulenta
  - Serpula similis
  - Serpula tignicola